# 秋田倩季
秋田 倩季（あきた よしすえ）は、陸奥国三春藩の第7代藩主。秋田家第9代当主。第5代藩主・秋田延季の次男。
倩季が生まれた年に父・延季は隠居し、叔父の定季が家督を継いでいた。宝暦7年（1757年）6月13日、定季の養嗣子となる。同年8月7日、養父定季の死去により、跡を継いだ。幼少のため実父延季が後見した。明和4年（1767年）7月28日、将軍徳川家治にお目見えした。同年12月16日、従五位下信濃守に叙任する。後に山城守に改める。
天明4年（1784年）3月16日、飢饉による領民の救済費用として、幕府から2000両を貸し与えられる。そのため、出仕をとどめられる。天明5年6月8日、居城の火災により、幕府から3000両を貸し与えられる。
寛政9年（1797年）7月20日、隠居し、家督を次男の長季に譲った。隠居後は英翁と称した。文化10年（1813年）に死去。享年63。

## 系譜
父母
- 秋田延季（実父）
- 秋田定季（養父）

正室、継室
- 静 ー 松平信礼の娘（正室）
- 青山幸道の娘（継室）

側室
- 平尾氏

子女
- 秋田長季（次男）生母は平尾氏（側室）
- 秋田孝季（三男）
- 加藤恭尹室
- 牧野成美正室